# Cotonete

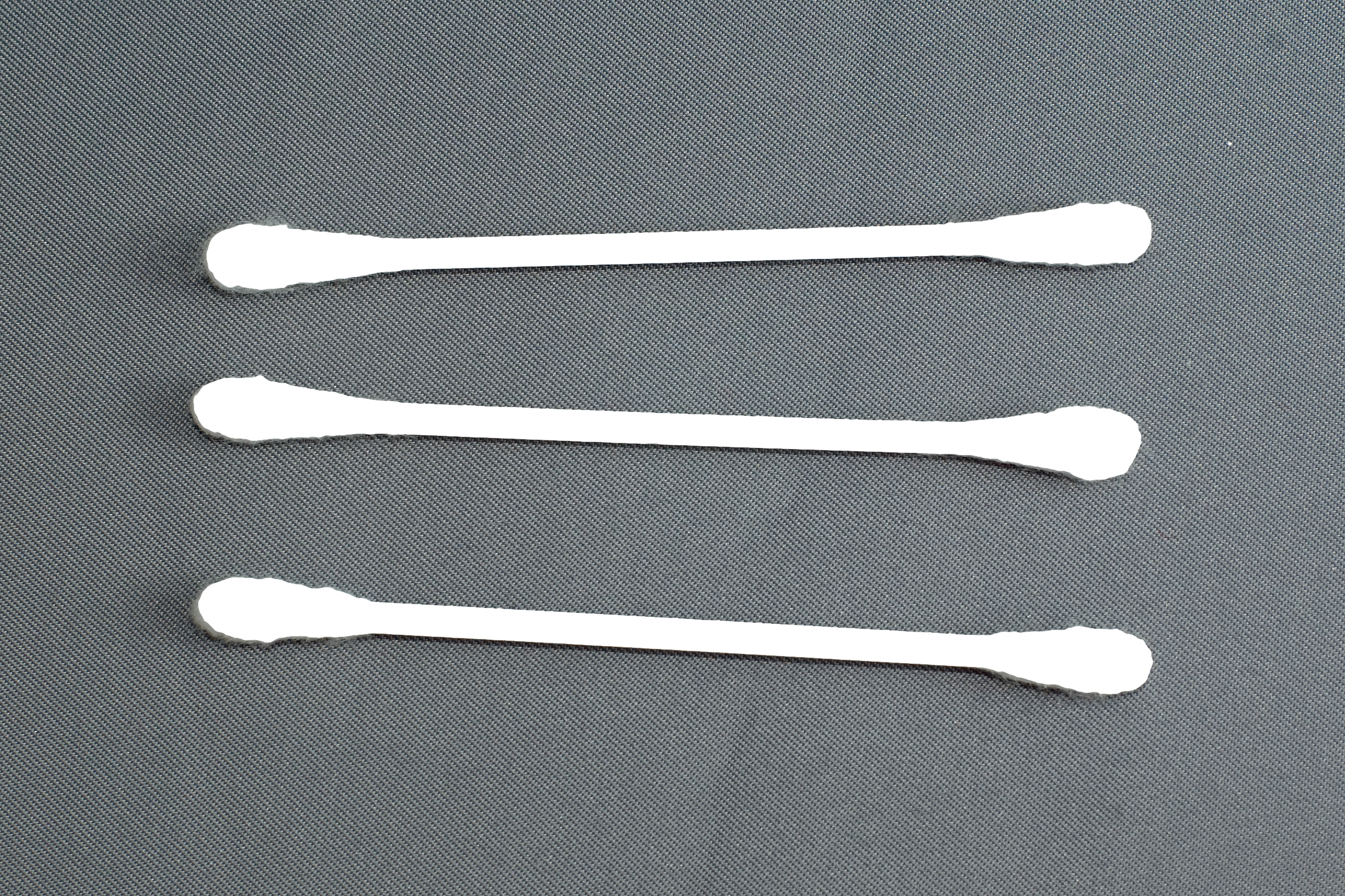
Cotonetes

Cotonetes ou bastonetes são objetos de higiene pessoal utilizados principalmente para limpar os ouvidos da acumulação de cera e outras aplicações estéticas. Se estéril, é utilizado na área de saúde para recolhimento de secreções e amostras, também conhecido como zaragatoa ou suabe. Constitui-se basicamente de uma haste flexível plástica com algodões nas duas extremidades.

## Cotonete
Cotonete® é o nome comercial de um produto da empresa Johnson & Johnson, uma haste flexível de plástico com algodões em suas pontas. O termo cotonete se tornou um ícone e por isso hoje é raro utilizar-se do termo haste flexível.
A haste flexível foi inventada em 1920 por um polonês naturalizado americano, chamado Leo Gersternzang. Ele observou que sua esposa usava um palito de madeira com um chumaço de algodão na ponta, para limpar a orelha de sua filha durante o banho. Ele ficou preocupado com a hipótese de que a madeira poderia lascar e machucar o ouvido da criança. O algodão também poderia soltar-se e ficar preso dentro da orelha. Então, ele decidiu desenvolver uma haste flexível que proporcionasse mais segurança ao bebê, sem oferecer riscos ou danos.
Em Dezembro de 2018, a União Europeia decidiu a proibição junto de outros utensílios de plástico tais como copos e canudos. A lei entrou em vigor em 2021 e tem como objetivo diminuir a quantidade de lixo no oceano. 

## Bibiliografia
- Schueller, Randy (1996), Cotton Swab, History, 4, FindArticles.